# Менвілл (Нью-Джерсі)
Менвілл (англ. Manville) — місто (англ. borough) в США, в окрузі Сомерсет штату Нью-Джерсі. Населення — 10 953 особи (2020).

## Географія
Менвілл розташований за координатами 40°32′29″ пн. ш. 74°35′21″ зх. д. / 40.54139° пн. ш. 74.58917° зх. д. (40.541269, -74.589273).  За даними Бюро перепису населення США в 2010 році місто мало площу 6,34 км², з яких 6,11 км² — суходіл та 0,23 км² — водойми.

## Демографія
Згідно з переписом 2010 року, у селищі мешкали 10 344 особи в 4016 домогосподарствах у складі 2662 родин. Було 4277 помешкань
Расовий склад населення:
| - 86,3 % — білих - 2,7 % — чорних або афроамериканців - 2,0 % — азіатів - 0,1 % — корінних американців - 6,5 % — осіб інших рас |

До двох чи більше рас належало 2,3 %. Частка іспаномовних становила 19,0 % від усіх жителів.
За віковим діапазоном населення розподілялося таким чином: 20,2 % — особи молодші 18 років, 65,6 % — особи у віці 18—64 років, 14,2 % — особи у віці 65 років та старші. Медіана віку мешканця становила 39,6 року. На 100 осіб жіночої статі у селищі припадало 100,5 чоловіків;  на 100 жінок у віці від 18 років та старших — 99,3 чоловіків також старших 18 років.
Середній дохід на одне домашнє господарство  становив 72 720 доларів США (медіана — 64 514), а середній дохід на одну сім'ю — 80 921 долар (медіана — 74 361). Медіана доходів становила 45 180 доларів для чоловіків та 41 921 долар для жінок. За межею бідності перебувало 9,9 % осіб, у тому числі 19,3 % дітей у віці до 18 років та 5,2 % осіб у віці 65 років та старших.
Цивільне працевлаштоване населення становило 5326 осіб. Основні галузі зайнятості: освіта, охорона здоров'я та соціальна допомога — 19,7 %, науковці, спеціалісти, менеджери — 17,5 %, роздрібна торгівля — 14,8 %.